# Улица Евгения Гребёнки (Чернигов)
Улица Евгения Гребёнки (укр. Вулиця Євгена Гребінки) — улица в Новозаводском районе города Чернигова, исторически сложившаяся местность (район) Новая Подусовка. Пролегает от безымянного проезда до улицы Григория Кочура.
Примыкают улицы Забаровская, Глебова, Черкасская, Курская.
По названию улицы именуется остановка общественного транспорта, расположенная по улице Глебова.

## История
Переулок Глебова — по названию улицы Глебова — в честь украинского поэта Леонида Ивановича Глебова — был проложен в 1960-е годы, вместе в другими улицами 1-й очереди застройки Новой Подусовки.
В 1981 году переулок был преобразован в улицу, получив современное название — в честь русского и украинского поэта и писателя Евгения Павловича Гребёнки.

## Застройка
Улица проложена в восточном направлении от леса, пересекая весь Новоподусовский жилой массив, параллельно улицам Полетаева и Степана Носа. Парная и непарная стороны улицы заняты усадебной застройкой. 
Учреждения:
1. дом № 89 — государственное предприятие «Черниговский завод специального автотранспорта» («Спецтехника», «Кинотехпром»)